# Valea Vințului, Alba
Valea Vințului este un sat în comuna Vințu de Jos din județul Alba, Transilvania, România.

## Monument istoric
Ruinele cetății medievale a Zebernicului se află la 4 km în amonte de confluența Văii Vințului cu râul Mureș și sunt înscrise în Lista monumentelor istorice din județul Alba cu codul LMI AB-I-s-B-00087. (RAN: 8997.01)

## Demografie
La recensământul din 2002 avea o populație de 511 locuitori.